# Deriva continental y clima

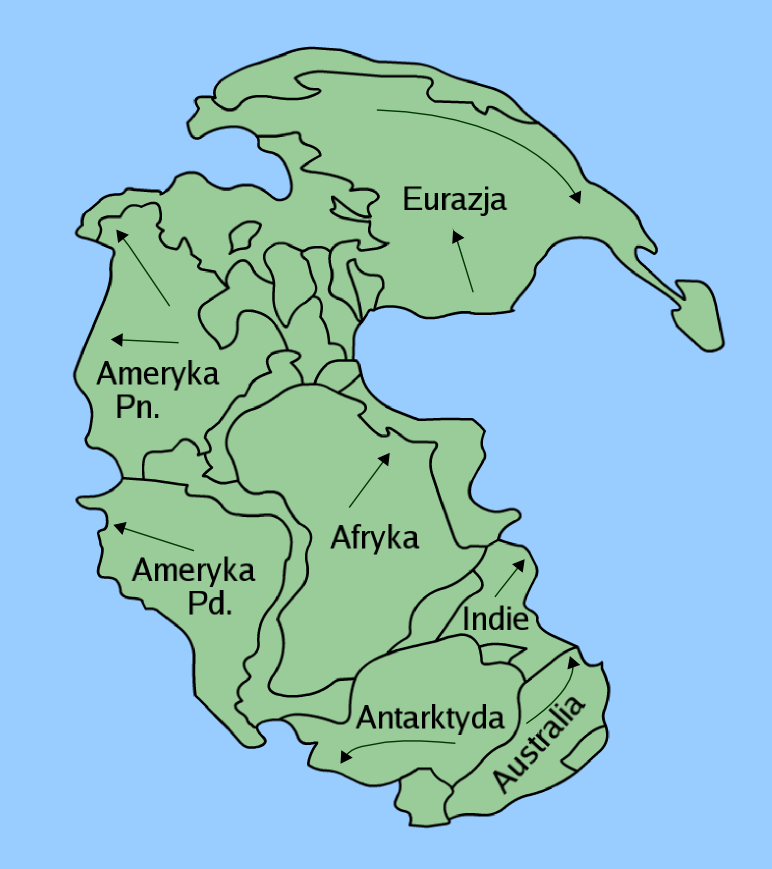
Pangea.

Deriva continental y clima son procesos relacionados ya que la posición de los continentes es un factor determinante en la conformación del clima mundial. La Tierra ha sufrido muchos cambios desde su origen hace 4600 millones de años. Hace 225 millones de años todos los continentes estaban unidos, formando lo que se conoce como Pangea y había un océano universal llamado Panthalassa. La tectónica de placas ha separado los continentes y los ha puesto en la situación actual. El Océano Atlántico se ha ido formando desde hace 200 millones de años.
La deriva continental es un proceso sumamente lento, por lo que la posición de los continentes fija el comportamiento del clima durante millones de años. Hay dos aspectos a tener en cuenta. Por una parte, las latitudes en las que se concentra la masa continental: si las masas continentales están situadas en latitudes bajas habrá pocos glaciares continentales y, en general, temperaturas medias menos extremas. Así mismo, si los continentes se hallan muy fragmentados habrá menos continentalidad. Estos aspectos pueden contribuir de varias formas contradictorias en la evolución del clima.
Un proceso que demuestra la influencia a largo plazo de la deriva continental sobre el clima es la existencia de yacimientos de carbón en las islas Svaldbard o Spitbergen, en una latitud donde ahora no existen árboles por el clima demasiado frío: la idea que explica estos yacimientos es que el movimiento de la placa donde se encuentran dichas islas se produjo hacia el norte desde una ubicación más meridional con un clima más cálido.

## Huellas de climas distintos a los actuales

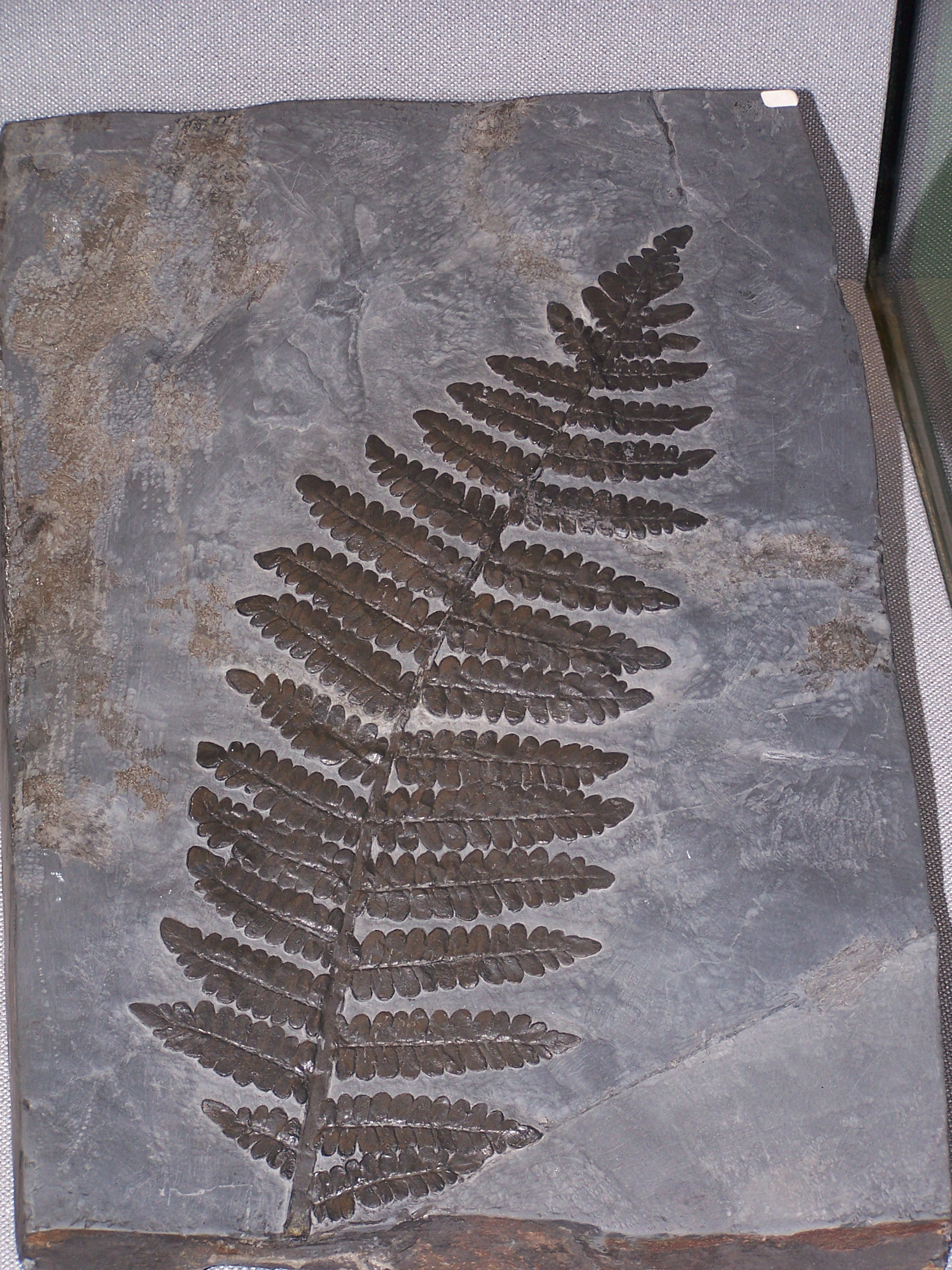
Hoja fosilizada de helecho del período carbonífero. Se considera a los helechos como especies de plantas primitivas entre las primeras en aparecer en nuestro planeta. Durante el carbonífero, los grandes bosques de helechos arborescentes dieron origen a los depósitos de carbón en los que suelen aparecer fósiles que muestran la misma estructura de estas plantas, que casi no ha cambiado durante unos 600 millones de años o más

El ejemplo más notable de clima que cambió de cálido a muy frío en un lugar lo tenemos en el caso del archipiélago de las Spitzbergen o Svalbard cuyas ricas minas de carbón han venido siendo explotadas por Noruega y Rusia desde hace mucho tiempo. La localización de estas islas en pleno Océano Ártico, donde no existen árboles actualmente nos hace ver que el clima cambió y que este cambio se debió producir, no porque haya cambiado el clima global en un planeta sin cambios en las masas continentales sino que los continentes se han desplazado de lugares más calientes a otros más fríos o viceversa. También la Antártida se encontraba mucho más cerca del ecuador (cerca de la India en el continente asiático) en eras geológicas pasadas y se fue desplazando al fragmentarse el Pangea a lo largo de las zonas de divergencia localizadas en las líneas de contacto entre las diversas placas, de acuerdo a lo que se ha venido descubriendo con relación a la teoría de la Tectónica de placas, que ha venido a sustituir y perfeccionar la idea de una deriva continental que planteó el meteorólogo alemán Alfred Wegener a comienzos del siglo XX.

## Distribuciones pretéritas
Los continentes no siempre se han encontrado en la posición actual. Otras distribuciones continentales dan patrones climáticos completamente distintos. Durante el período Jurásico no había masas de tierra en ninguno de los dos polos. El clima era mucho más caluroso y las corrientes oceánicas podían circular libremente por los polos en los que solo había océano en vez de banquisas. El clima tropical se extendía por todo el globo y los bosques de helechos arborescentes prosperaban en todas partes.
Si los continentes se acumularan muy fragmentados en el ecuador tampoco habría glaciares continentales permanentes pero, sin embargo, sí habría fenómenos glaciales muy importantes provocados por otros factores distintos. Semejante disposición ya se dio en épocas arcaicas. Con el grueso de los continentes sobre el ecuador en un principio parece que la Tierra tuvo un clima tropical, muy lluvioso. Y eso es hasta cierto punto lógico. En cambio, las etapas sumamente frías potencian el efecto albedo y podrían terminar por congelar la Tierra al completo. Ocurre que al hacer eso, la evaporación disminuye drásticamente por lo que las precipitaciones cesan prácticamente. Sin embargo, al disminuir la precipitación por estar la superficie terrestre congelada, aumenta la escarcha, que es la responsable de la acumulación de hielo en los antiguos glaciares continentales europeos y norteamericanos y los actuales de Groenlandia y la Antártida.